# Bothfeld (Adelsgeschlecht)

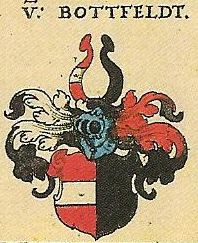
Das Wappen derer von Bothfeld

Die Familie von Bothfeld, auch Bodtfeld, Botfeld, Botfelt, Bottfeldt geschrieben, war ein altes meißnisches Adelsgeschlecht. Der Stammsitz war der gleichnamige Ort Bothfeld bei Lützen.

## Geschichte
Erstmals wurde die Familie mit Gerhard von Bodtfeld 1247 erwähnt. Sie waren im merseburgischen Stiftsland begütert und hatten ihre Sitze u. a. in Bündorf, Blösien, Körbisdorf, Burgwerben, Geusa, Machern, Plessen, Quesnitz. Die Familie war u. a. mit den von Rockhausen, von Görschen, von Bose und den von Bünau verschwägert.
Die Kirche in Burgwerben diente von Bothfeld als Grablege. Im Fußboden der Kirche von Burgwerben liegt der stark abgetretene Grabstein des Herren von Bothfeld aus dem Jahre 1568, der Besitzer des dortigen Rittergutes war. An der inneren Nordwand, durch einen Kirchstuhl verdeckt, befindet sich das Epitaph des Melchior von Bothfeldt († 1570), mit den Wappen derer von Bothfeld und der von Burkersroda. Mit Sigmund von Bodtfeld († 1729) ist die Familie im Mannesstamm erloschen.

## Wappen
Der Schild ist von Rot und Schwarz gespalten, vorn mit weißem Querbalken. Auf dem Helm zwei Büffelhörner, das Erste wie das vordere Feld, das Andere wie das hintere Feld gezeichnet und tingiert. Die Decken sind Rot, Weiß und Schwarz.